# Harewa
Harewa (nep. हरेवा) – gaun wikas samiti w zachodniej części Nepalu w strefie Lumbini w dystrykcie Gulmi. Według nepalskiego spisu powszechnego z 2001 roku liczył on 464 gospodarstw domowych i 2300 mieszkańców (1308 kobiet i 992 mężczyzn).